# Џорџ Чепмен
Џорџ Чепмен (14. децембра 1865. - 7. април 1903) био је пољски серијски убица познат као Бороуге Појисонер. Рођен је као Северин Антоновиц Клосовски у Нагорни у Пољској. Ухапшен је 1903. а 7. априла 1903. је погубљен због тровања три жене. Данас је познат јер је био осумњичен да је познати лондонски серијски убица Џек Трбосек.

## Жртве
Имао је неколико љубавница, а 3 је отровао. Оне су биле Мери Спинк (умрла 25. децембра 1897), Беси Тејлор (умрла 14. фебруара 1901) и Мауд Марш (умрла 22. октобра 1902). За отров је корисатио Антимони калијум тартрат којег је куповао од хемичара из Хејстингса.